# 高寄昇三
高寄 昇三（たかよせ しょうぞう、1934年 - ）は、日本の財政学者・行政学者、経営学博士。専門は財政学、行政学。

## 略歴
兵庫県神戸市生まれ。1959年京都大学法学部卒業。1960年神戸市役所にはいる。1975年「地方自治の財政学」にて「藤田賞」受賞。1979年「地方自治の経営」にて「経営科学文献賞」を受賞。1985年神戸市退職。甲南大学教授。2003年姫路獨協大学教授。2007年退職。甲南大学名誉教授。